# Karl Böhmichen
Karl Gustav Böhmichen (* 31. Mai 1912 in Rheine; † 14. Juli 1964 in Gießen) war ein deutscher SS-Hauptsturmführer und Lagerarzt in mehreren Konzentrationslagern.

## Leben
Karl Böhmichen war Sohn eines Justizoberinspektors. In Rheine besuchte er die Volksschule und das Gymnasium. Am 5. März 1934 bestand er die Reifeprüfung. Seit dem November 1934 studierte er Medizin an der Universität Münster. Das Staatsexamen legte er nach zehn Semestern ab.
Im April 1933 trat er der Hitlerjugend bei. Zum 9. November 1933 schloss er sich der SS an (SS-Nummer 256.732). Am 21. November 1939 wurde Böhmichen bei der SS-Standarte 1 Deutschland als Reservist der Sanitäts-Lehrkompanie zugeteilt. Am 1. Februar 1940 trat er seinen Dienst im KZ Sachsenhausen an und wurde als Lagerarzt eingesetzt. Im Juni 1940 folgte seine Versetzung in das KZ Flossenbürg, in dem er als Lagerarzt tätig war. In Flossenbürg beteiligte sich Böhmichen an Zwangssterilisierungen. Im September 1941 wurde er als Lagerarzt in das KZ Neuengamme versetzt und blieb dort bis zum Frühjahr 1942. Böhmichen war an der Ermordung von Kranken auch mit Evipan und Strychnin beteiligt. Im April 1942 wurde er in das KZ Mauthausen versetzt. Während der dortigen Tätigkeit führte er wiederholt Selektionen durch. Im KZ Gusen führte Böhmichen medizinische Versuche an rund 300 Häftlingen durch, die an Tuberkulose erkrankt waren. Zum 9. November 1943 erreichte er als SS-Hauptsturmführer seinen höchsten Rang. Anfang 1944 war er für kurze Zeit im KZ Plaszow, ab Mai 1944 im KZ Kauen stationiert. Im Juli 1944 kam Böhmichen als Lagerarzt in das KZ Riga-Kaiserwald. Im September 1944 kam Böhmichen an die Front im lettischen Kurland zum 6. SS-Freiwilligen Armeekorps, in dem er bis zum Kriegsende als Bataillonsarzt tätig war.
Im September 1945 wurde er in Memel durch Soldaten der Roten Armee gefangen genommen und in Rostow von einem Sowjetischen Militärtribunal zu 25 Jahren Zwangsarbeit verurteilt. Am 18. Oktober 1955 wurde er aus einem Lager in Asbest entlassen. Im Februar 1956 bekam er eine Anstellung als Assistenzarzt in Münster. Zu dieser Zeit begann er auch, an seiner Doktorarbeit zu schreiben, die er 1958 fertigstellte. Ab 1958 arbeitete er als Vertragsarzt im Versorgungskrankenhaus Bad Tölz. Ab 1962 war er als stellvertretender Chefarzt im Kurheim Hillersbach tätig.